# Iridomyrmex exsanguis
Iridomyrmex exsanguis es una especie de hormiga del género Iridomyrmex, subfamilia Dolichoderinae. Fue descrita científicamente por Forel en 1907.
Se distribuye por Australia. Se ha encontrado a elevaciones de hasta 12 metros. Vive en microhábitats como ramas y forrajes.